# Le Grand Rouge
 (octobre 2021).
Le Grand Rouge est un groupe de musique folk français, originaire de Lyon, dans le Rhône.

## Biographie

### Origines et premier album
Le collectif est formé en 1974 ou 1976, selon les sources. Le Grand Rouge se popularise autour d'une quinzaine de musiciens issus du folk-club 
La Chanterelle à Lyon. Il intervient essentiellement dans un premier temps dans les fêtes de village et les fêtes populaires de la région lyonnaise puis rapidement en Auvergne et Limousin. C'est en effet dans ces deux régions, avec des incursions en Bresse, Ardèche et Morvan, où il va mettre en place tout un important travail de collectage, que le groupe va puiser l'essentiel de la matière de sa musique. En 1976, le groupe professionnel Le Grand Rouge se forme avec le violoneux Olivier Durif, le cabrettaire Eric Montbel, le vielleux Pierre Imbert et l’ancien violoneux du Claque Galoche, Christian Oller.
Peu après sa fondation, Le Grand Rouge signe chez Cézame et sort Le Grand Rouge, un premier album sans autre titre que le nom du groupe. À dominante instrumentale, il se compose d’un échantillon de danses (mazurkas, marches, bourrées et branles), issues de recueils ou de collectages et limitées aux régions du Centre et de la Haute-Loire, ce qui est assez classique chez les groupes lyonnais. Aux chansons de conscrits s'ajoutent une chanson de compagnon contant l'histoire d'un papetier d'Angoulême (C'est un Picard) et l'évocation tragique de la Belle dans la tour, enfermée par son père pour avoir « mal aimé ». Notons pour cette dernière, l'accompagnement sobre de Bruno de la Salle à la harpe de Cristal. Le style du jeu de vielle de Pierre Imbert et la technique de cornemuse d’Eric Montbel retiennent l'attention. Le travail sur les violonistes du Massif Central trouve ici une décisive illustration avec Olivier Durif et Christian Oller. Bien que moins connus que leurs confrères de La Bamboche, les musiciens du Grand Rouge tournent beaucoup dans la région lyonnaise où ils bénéficient d'une véritable notoriété. Ils sont également très demandés par les organisateurs des festivals folks : à l'été 1977, on les retrouve à Saint-Georges-sur-la-Prée, à Saint-Florent-sur-Cher, à Saint-Chartier, à Sainte-Livrade, etc.

### Traverser du pays
Leur deuxième album, Traverser du pays, sort en 1979 au label Hexagone. Il sera un événement dans le monde du folk. Plus perfectionné du point de vue musical et vocal, Le Grand Rouge nous offre, de surcroît, quelques compositions comme Parlons d'aimer. Cette chanson exprime « le triste sort du musicien qui roule soir et matin pour quelques airs, quelques refrains » et les avantages du concubinage : « Parlons d'aimer et non de marier ». Des paroles, donc, bien en phase avec les mentalités de l'époque, à l'heure où l'on reproche au folk de vivre hors de son temps. Ni soleil ni lune est une composition d’Eric, dans laquelle est abordé, sur le mode traditionnel, le thème de la répression : « Si je suis pris c'est par ma faute, d'avoir pas su me taire assez, [...], d'avoir parlé du gouvernement sur la place de Vienne ». Pour le reste, de nombreux airs traditionnels de Corrèze (comme cette Bourrée du Trech interprétée à plusieurs violons), d'Auvergne, du Limousin, parfois accompagnés de chants traditionnels en français ou en dialecte local, occupent les plages. Une place de choix est là encore dévolue à Eric Montbel, qui joue dans Nos la tenem de la chabrette. Il s'agit, en somme, d'un disque varié et intéressant, auquel ont participé des musiciens traditionnels de Corrèze et de Toulouse.
À la fin de 1979, une nouvelle formation du Grand Rouge voit le jour où Jean-Pierre Champeval (violon) et Jean-Michel Ponty (violon, vielle, claviers), déjà présents sur le second disque Traverser du Pays, viendront remplacer Christian Oller. La musique du Grand Rouge évolue assez radicalement vers une musique plus créative ou le son et les thèmes traditionnels sont mixés avec des thèmes et œuvres des différents musiciens du groupe, au service d'une esthétique qui va influencer durablement l'ensemble de la musique « Centre-France ». Ils participent alors à de nombreux festivals en France, dont un en 1980 à Ris-Orangis, et à l'étranger. Le groupe se sépare à la fin de 1981.

### Post-séparation
En 2015, Eric Montbel et Christian Oller continuent à faire de la musique, Olivier Durif a été directeur du Centre des musiques traditionnelles du Limousin. Pierre Imbert, installé depuis plusieurs années au Canada, est mort subitement d’un infarctus en août 2001, Jean-Pierre Champeval est luthier à Liège en Belgique et continue à jouer avec Olivier Durif, Jean-Michel Ponty est aujourd'hui enseignant dans une école d'art.

## Membres

### Membres fondateurs
- Olivier Durif — violon, accordéon, chant ((1974) 1976–1981)
- Pierre Imbert — vielle à roue, guitare, mandoline, mandole, tambourin, chant ((1974) 1976–1981)
- Eric Montbel — cabrette, laud, chabrette, musette béchonnet, épinette, vielle à roue, flûtes, clarinette, chant ((1974) 1976–1981)
- Christian Oller — violon, épinette, guitare, concertina, tambour, chant ((1974) 1976–1979)

### Membres ultérieurs
- Jean-Pierre Champeval — violon (1979–1981)
- Jean-Michel Ponty — violon, vielle à roue, claviers (1979–1981)

## Discographie

### Albums studio
- 1976 Le Grand Rouge[3] (Cézame)
- 1979 Traverser du Pays (Hexagone)

### Contributions
- 1979 : Grand bal folk (Hexagone) : compilation regroupant 16 titres (uniquement instrumentaux) de 4 groupes folk : Malicorne (4 titres), La Bamboche (7 titres), Le Grand Rouge (1 titre : Polka du Père Frédéric) et La Chifonnie (4 titres)